# Accordi di Ta'if
Gli accordi di Ṭāʾif costituiscono un trattato inter-libanese destinato a mettere fine alla guerra civile in Libano che si è sviluppata tra il 1975 ed il 1990.

## Storia
I negoziati a Ṭāʾif in Arabia Saudita sono stati il risultato degli sforzi politici di un comitato composto da re Hasan II del Marocco, da re Fahd dell'Arabia Saudita e dal presidente algerino Shādhlī Benjedīd, col sostegno ufficioso della diplomazia degli Stati Uniti d'America. L'accordo fu stipulato il 22 ottobre 1989 e venne ratificato dal Parlamento libanese il 5 novembre dello stesso anno, divenendo parte integrante della Costituzione libanese.
Gli accordi di Ṭāʾif furono seguiti dalla firma nel 1991 di un trattato di fratellanza, di cooperazione e di coordinamento fra Libano e Siria. Per molti libanesi questi accordi non sono stati altro che l'ufficializzazione di fatto dell'annessione del Libano da parte della Siria.

## Contenuti
Esso prevedeva il disarmo di tutte le milizie libanesi, sia cristiane sia musulmane. Nell'ottobre dello stesso anno il primo ministro, il gen. Michel Aoun, cercò di applicarlo, e di estendere il controllo dell'esercito alle regioni cristiane controllate dalle Forze Libanesi, con cui si scontrò, come pure si urtò col rifiuto delle milizie sciite di Hezbollah. L'invasione del Kuwait da parte dell'Iraq ne affrettò il tramonto politico: gli USA dettero il via libera allora alla Siria in cambio del suo sostegno alla guerra del Golfo. La guerra civile finì così nell'ottobre 1990 con l'allontanamento del gen. Aoun, a seguito di un'offensiva condotta dall'esercito siriano delle FAD, che di fatto pose fine alla guerra civile, con il paese ormai sotto controllo siriano.
Con gli accordi di Ṭāʾif furono infine riequilibrati i rapporti di forza per l'Assemblea Nazionale tra le confessioni maggiori, previsti dal Patto Nazionale del 1943, che fecero in modo che il numero di deputati musulmani fosse, a partire dalle successive elezioni, pari al numero dei deputati cristiani; furono aumentati inoltre i poteri e le prerogative del primo ministro (musulmano sunnita) a scapito del Presidente della repubblica (cattolico maronita). 
Furono portati i seggi parlamentari da 99 a 128. Venne previsto anche un nuovo organo, il "Consiglio costituzionale libanese", composto da 10 membri, 5 eletti dal parlamento e 5 dal consiglio dei ministri, il cui ruolo si decise fosse quello di controllare la costituzionalità delle leggi e garantire il rispetto e l'integrità delle istituzioni, in particolare l'equilibrio tra i poteri, istituito nel 1993 .

## Le reazioni agli accordi
I deputati libanesi, eletti nel lontano 1972, negoziarono nella città saudita di Ṭāʾif gli accordi che avrebbero messo fine alla guerra, sotto l'egida di una commissione tripartita araba formata dall'Arabia Saudita, dal Marocco e dall'Algeria. Il gen. Aoun rifiutò l'accordo e sciolse il Parlamento libanese.

Al momento dell'entrata in vigore degli accordi, alcuni oppositori libanesi li denunciarono, dal momento che essi erano stati firmati durante l'ingombrante occupazione di fatto siriana del Libano (malgrado i militari di Hafiz al-Assad figurassero come Forza Araba di Dissuasione) e, per di più, da un Parlamento in prorogatio da 15 anni. Fra costoro figurava il generale maronita Michel Aoun, all'epoca primo ministro ad interim (il Patto Nazionale del 1943 esigeva invece un primo ministro sunnita), nonché comandante in capo dell'esercito libanese. Due cariche illegittime che rendevano di fatto implausibili le sue obiezioni.
Immediatamente, qualche personalità politica libanese di primo piano fece conoscere anche la sua opposizione a tali accordi:
- Le comunità musulmane sciite e druse erano deluse dagli accordi, che non rimettevano in discussione il Patto Nazionale del 1943 che era stato appena rivisto, a solo beneficio della comunità musulmana sunnita. In linea di massima gli accordi non suggerivano alcuna evoluzione, in senso migliorativo, che facesse uscire il Libano dal suo sistema politico basato sulle confessioni religiose, in cui la ripartizione dei poteri politici e di quelli militari dipendevano da una struttura organizzativa che i politologi libanesi stessi definivano arcaica.
  -  Nabih Berri, capo della comunità sciita, giudicò gli accordi « scandalosi », reputandosi del tutto estraneo ad essi.
  -  Per Walid Jumblatt, capo della comunità drusa « La riunione di Ta'if non servirà a nulla. Questi vecchi deputati libanesi non rappresentano d'altronde alcunché. È l'antico regime che non vogliamo più » ma confidava il 23 ottobre 1989 al giornale parigino Le Figaro: « Sto per essere convocato questa settimana a Damasco. Mi si dirà di accettare gli accordi. Non ho alcuna possibilità di scelta ».
- Secondo Raymond Eddé, deputato cristiano in esilio a Parigi: « Nel 1976, il Libano era passato sotto il "Mandato" siriano. Dal momento che il documento di Ta'if si dice di "accordo nazionale", il Libano è diventato allora una colonia siriana ».
- Il gen. Michel Aoun, non senza ragione giuridica costituzionale, disse: « I deputati non sono legittimati a concludere trattati con paesi stranieri. Ciò è compito del governo ».[senza fonte]

## L'evoluzione degli accordi
I punti trattati nell'accordo sono rimasti tuttora in parte lettera morta. Da un lato le truppe siriane hanno lasciato il Libano solo nel 2005, dopo le grandi manifestazioni seguite all'assassinio del primo ministro Rafīq al-Ḥarīrī e su forti pressioni internazionali, d'altro lato il Libano è stato impegnato nel tentativo di disarmo dei vari gruppi armati che agivano del tutto fuori controllo nel Paese, come l'ELS (formazione armata alleata e addestrata da Israele), che si scioglie di fatto nel 2000, così come di numerose formazioni armate palestinesi che operavano all'interno e all'esterno dei campi-profughi. Queste ultime giustificavano il loro rifiuto di disarmare con la necessità di proteggersi da Israele. Infine, Hezbollah, che tuttora opera nel sud del Libano, col sostegno d'una parte della popolazione, anche se le sue azioni contro Israele hanno indotto alcuni osservatori (fra cui certi rappresentanti del governo libanese) a considerare che non si tratta di una milizia come tante altre ma di un movimento di resistenza, mentre al contrario una parte dell'opposizione libanese reputa che si tratti di una milizia che deve essere disarmata nel quadro degli accordi di Ṭāʾif: disarmo sul quale la maggior parte degli osservatori, ivi compreso Hezbollah, concordano una volta che sia chiuso lo scontro con Israele a proposito delle persone imprigionate a Sheb'a. La Siria, per quanto la riguarda, sostiene che in base agli accordi di Ṭāʾif, il suo ritiro dal Libano poteva essere deciso solo nel quadro di un accordo sul Libano, rifiutando pertanto fino al 2005 il ritiro dei suoi 14.000 soldati e dei suoi 4000 appartenenti ai servizi segreti, ed ha deciso infine nel marzo del 2005 un ritiro totale (inclusi i suoi servizi segreti) che si è completato il 26 aprile. Tuttavia gli Stati Uniti e l'ONU non credono affatto all'evacuazione dei servizi segreti siriani e annunciano missioni d'ispezione supplementari. Per finire, il ritorno dei profughi è stato realizzato solo parzialmente, a causa di una carenza dei fondi destinati all'indennizzo, e solo a tratti, dal momento che il «mescolamento» confessionale, utile ad abbandonare una concezione "tribale" dello Stato libanese, non era realizzabile senza generare nuove tensioni.
Altri punti degli accordi hanno avuto la possibilità del pari di essere applicati solo parzialmente o tardivamente, come il ritiro delle forze armate israeliane da alcune zone del Libano del Sud, avvenuto solo nel 2000, fatta eccezione per il territorio contestato delle cosiddette fattorie di Sheb'a.